# Млинаже (Вишковський повіт)
Млинаже (пол. Młynarze) — село в Польщі, у гміні Забродзе Вишковського повіту Мазовецького воєводства.
Населення — 96 осіб (2011).

## Демографія
Демографічна структура станом на 31 березня 2011 року:
|          | Загалом | Допрацездатний вік | Працездатний вік | Постпрацездатний вік |
| -------- | ------- | ------------------ | ---------------- | -------------------- |
| Чоловіки | 48      | 11                 | 28               | 9                    |
| Жінки    | 48      | 12                 | 20               | 16                   |
| Разом    | 96      | 23                 | 48               | 25                   |